# Черник Федір
Федір (Федь) Іванович Черник (нар. 14 березня 1894, Якимчиці — пом. 18 листопада 1918, біля станції Мотовилівка) — вояк Українських Січових Стрільців, сотник Січових Стрільців. Учасник Української революції 1917—1921 та першого етапу радянсько-української війни. Загинув у бою під Мотовилівкою. Похований на Аскольдовій горі у Києві.

## Життєпис

### Юність
Член Пласту — вихованець гуртка у Перемишлі, а згодом осередка Івана Чмоли. Закінчив Перемиську гімназію у 1913-му році, студент права Львівського університету. Брав участь у розбудові та діяльності СТ "Україна". Учасник парамілітарної організації «Сокільські стрільці».

### Участь у Першій світовій війні

Срібна медаль «За хоробрість», якою був нагороджений хорунжий Федір Черник

З 1914 року в лавах Українських січових стрільців. У 1915 році у селі Свистільники в рамках австрійського вишколу для новобранців організував українські курси для кулеметників УСС, якими й керував. З червня 1916 року командант сотні скорострілів Легіону УСС, хорунжий. Учасник багатьох боїв Першої світової війни. Відзначився у боях на горі Лисоні. Влітку 1916 року нагороджений Австро-Угорською Срібною медаллю «За хоробрість» (нім. Tapferkeitsmedaille). Потрапив у російський полон під час битви під Потуторами у серпні 1916 року. Як полонений переправлений у концентраційний табір до міста Симбірськ, за іншими даними, утримувався у концентраційному таборі біля міста Дубівка неподалік Царицина. Після втечі з полону прибув до Києва.

### Участь в Українській революції

Панцерник УСС — «Черник»

У листопаді 1917 року став одним з організаторів Галицько-буковинського куреня січових стрільців, що згодом став «Київським» корпусом Січових стрільців. Федір Черник став чільним ідеологом стрілецької соборницької ідеї. Командир 1-ї сотні ГБК СС, котра першою з формування прийняла «бойове хрещення» у бою 21 грудня 1917-го близ Бахмачу, згодом кулеметної сотні Першого куреня Січових Стрільців, пізніше кулеметного відділу Першого полку Січових Стрільців, кулеметної сотні Окремого загону Січових Стрільців. У армії УНР отримав звання сотника. Член і секретар Стрілецької Ради у Києві. Активний учасник придушення більшовицького заколоту у січні 1918 року у Києві.
Йому належить вислів «Шлях на Львів лежить через Київ», який згодом приписали Є. Коновальцеві. Ці слова він проголосив перед січовими стрільцями на підступах до Києва напередодні бою під Мотовилівкою.

### Загибель
Загинув у протигетьманському повстанні Директорії у відомому бою під Мотовилівкою. Сотник Федір Черник, сотник Микола Загаєвич та ще 17 загиблих січових стрільців були поховані 19 січня 1919 року, на свято Хрещення Господнього на цвинтарі на Аскольдовій могилі у Києві.
Його іменем був названий бойовий панцерник УСС.

## Постать Федора Черника у художніх творах

Прижиттєва фотографія Федора Черника з його власними підписом

Легендарна постать Федора Черника надихала його побратимів, Січових стрільців, та інших українських митців на створення різних художніх творів про героя.
Зокрема, ще у серпні — жовтні 1916 року січові стрільці Роман Купчинський і Левко Лепкий склали пісню про хорунжого Федора Черника на музику Антіна Баландюка — «Гей там у Вільхівці…». Пісня написана біля села Потутори, де Федір Черник потрапив у полон.
1921 року композитор і поет Роман Купчинський видає свою відому поему «Дума про Хведора Черника».
Пізніше, ймовірно у 1922 році, Микола Курах (лірика) і Михайло Гайворонський (музика) створюють присвяту загиблим Федору Чернику і Миколі Загаєвичу — пісню «Вилітали сизі орли».
1938 року, у двадцяту річницю бою під Мотовилівкою, видатний український антрополог, педагог, письменник Ростислав Єндик видав драму «Черник».
Видатний український поет і перекладач Юрій Клен (Освальд Бурґгардт) у 1943—1947 написав поему «Попіл імперії», у якій присвятив вірш «відважному загону Федя Черника», що саможертовно придушує більшовицьке повстання у січні 1918 року.
Епізод бою під Мотовилівкою, а також геройську смерть сотника Федора Черника описано у оповіданні пластуна і підпільника Зиновія Тершаковця. Оповідання вперше опубліковано у 1946 році у підпільному журналі для молоді «На чатах», що відразу став бестселером для галицької молоді.
У 1943—1944 роках в часи німецької окупації сучасна вулиця Єрошенка мала назву Черникґассе на честь Федора Черника.
Сучасний український поет Олекса Губський у харківському мистецькому інтернет-виданні «Квартали» опублікував вірш «Федь Черник 18.11.1918 р. Б.».

## Вшанування пам'яті

Пам'ятник сотникам Миколі Загаєвичу та Федору Чернику, встановлений на залізничній станції Борова, Київської області

Восени 1923 року постав перший гурток старших пластунів, невдовзі перейменований на «Клюб старших пластунів і пластунок ім. Сотника Черника у Львові». У березні 1925 року на основі Клюбу зареєстровано Перший курінь старших пластунів імені Ф. Черника. Восени 1926 року курінь розрісся настільки, що його було поділено на самостійні гуртки, які згодом дали початок кільком куреням старших пластунів. Зокрема з цього куреня виокремились курені старших пластунів «Лісові Чорти», «Чорноморці», «Орден Залізної Остроги».
У 1947 році у таборі для переміщених осіб у місті Міттенвальд, Німеччина, був утворений 5 курінь юнаків імені Федя Черника; згодом однойменний курінь діяв у таборі для переміщених осіб у місті Регенсбург, Німеччина.
20 червня 1948 року у місті Регенсбург отаман УСС Никифор Гірняк виголосив перед пластунами куреня ім. Федора Черника та вояками Легіону Українських січових стрільців, що тоді перебували у таборах для переміщених осіб у Німеччині, так званий «Заповіт січових стрільців — пластунам». У Заповіті Братство УСС закликало пластунів зберігати традиції та чесноти січових стрільців, а особливо після виборення Незалежності для України відновити в українських Збройних силах підрозділ Українських січових стрільців.
1 листопада 1948 року у місті Міттенвальд (за іншими даними — у місті Регенсбург) Братство Українських січових стрільців передало 5 куреню УПЮ імені Федора Черника на збереження стрічку з прапора січових стрільців як символ передачі традиції боротьби.
1950 року старші пластуни, що вийшли з куреня УПЮ ч. 5 імені Федора Черника, створили у Мюнхені «Чоту пластунів для збереження
стрілецьких чеснот ім. сот. Федя Черника».
У місті Філадельфія (США) діє юнацький курінь українських пластунів ч. 1 імені Федора Черника.
30 листопада 2008 року поблизу станції Борова (Київська область) встановлений пам'ятник пластунам, сотникам УСС Миколі Загаєвичу і Федору Чернику.
З 2011 року у місті Боярка (Київська область) діє підготовчий юнацький курінь пластунів імені сотника Федора Черника.
У 1943—1944 роках тодішня вулиця Піліховська у Львові мала назву Черникґассе (нині — вулиця Єрошенка). 1993 року вулицю Спілкову у Львові перейменували на честь Федора Черника.
У селищі Борова також є вулиця Федора Черника.